# Marsupialia
Les Marsupialia (du grec ancien μαρσίπιον / marsípion, « petit sac ») ou plus communément appelés marsupiaux, forment une infra-classe de mammifères thériens caractérisés par le fait que leurs juvéniles se développent dans un état larvaire au sein de ce qu'on appelle un marsupium.
Infra-classe
Ordres de rang inférieur
- Super-ordre Ameridelphia
  - Didelphimorphia
  - Paucituberculata
- Super-ordre Australidelphia
  - Microbiotheria
  - Dasyuromorphia
  - Peramelemorphia
  - Notoryctemorphia
  - Diprotodontia
  - †Yalkaparidontia

Répartition géographique
Ce taxon regroupe des animaux d'une grande diversité allant du kangourou à l’opossum de Virginie et au diable de Tasmanie. De nombreuses autres espèces sont moins connues, comme le chat marsupial, et beaucoup ont disparu. Ils se distinguent traditionnellement des placentaires et des monotrèmes.
La position cladistique des Marsupiaux au sein des mammifères a longtemps prêté à débat. La plupart des classifications préfèrent désormais les inclure dans l'infra-classe des Metatheria. Certains auteurs ont considéré que les termes Metatheria et Marsupialia étaient synonymes, mais des découvertes paléontologiques au début du XXIe siècle tendent à faire des marsupiaux un sous-groupe (cohorte) réunissant les Metatheria actuels. On connaît plus de 290 espèces différentes de marsupiaux[réf. souhaitée].

## Caractéristiques
Les marsupiaux ont été caractérisés par plusieurs traits synapomorphes (ex. : un nombre différent d'incisives entre la mandibule et le maxillaire), et quelques traits plésiomorphes (ex. : perte ancestrale des os épipubis dans les mammifères placentaires modernes).

### Denture
Formule dentaire lorsqu'elle est complète :
- I 5/4
- C 1/1
- PM 4/4
- M 4/4

À l'exception des wombats, la plupart des marsupiaux actuels présentent une distribution asymétrique des incisives entre la mâchoire et le maxillaire.

### Gestation, naissance et développement
Après l'accouplement et la conception, l'embryon migre dans l'un des deux utérus où prendra place la nidification. Chez certaines espèces, lorsque la mère allaite encore ou que les conditions environnementales sont défavorables, l'embryon peut entrer en diapause (son développement est temporairement suspendu).
Le placenta n’est guère développé, au contraire des euthériens. Les peramélidés bénéficient d'un placenta chorioalantoïque et les autres marsupiaux ont un placenta choriovitellin. La gestation est très courte, de 8 à 42 jours en fonction des espèces, typiquement 12 % du temps de développement (c'est-à-dire de la conception au sevrage), à comparer avec les placentaires chez lesquels la gestation compte pour 56 % du temps de développement.
Les petits naissent dans un état de développement rudimentaire, dit larve marsupiale (leur anatomie diffère grandement de l'état « adulte »). Immédiatement après la naissance, ils migrent vers les mamelles de leur mère, éventuellement situées dans un marsupium. La mamelle va ensuite se dilater dans la bouche, et les épithéliums de la larve et de sa mère vont fusionner jusqu'au stade juvénile du petit.
Après de longs mois de développement accroché à la mamelle maternelle, les petits atteignent un stade juvénile à nouveau indépendant et anatomiquement très proche de l'adulte, bien que pas encore autonome — la mère continuera d'allaiter ses petits encore de longues semaines jusqu'au sevrage.

## Distribution actuelle
La grande majorité des espèces marsupiales actuelles vivent en Australie, en Tasmanie ou en Nouvelle-Guinée. Toutefois les caenolestidés, ainsi que Dromiciops gliroides et certaines espèces d'opossums se répartissent sur le continent américain.

## Origines
Les marsupiaux sont des métathériens qui forment avec les euthériens la sous-classe des thériens. La classe des thériens forme, avec les protothériens (ornithorynque et plusieurs espèces d’échidnés) la classe des mammifères, taxon considéré comme monophylétique.
Il semble que les marsupiaux soient apparus pendant le Crétacé dans l’hémisphère nord, comme le laisse penser la découverte d’un fossile de Kokopellia vieux de 100 million d'années en Utah. Il y a 150 Ma, les ancêtres des marsupiaux actuels sont chassés de l'Asie par des mammifères euthériens plus performants. Ils se réfugient dans un premier temps dans le Gondwana (en Amérique du Nord puis du Sud) où ils sont suivis par leurs prédateurs. Ceux qui migrent vers le bloc Antarctique-Australie, sont plus isolés dans cette région lorsque ce bloc se sépare du Gondwana supplantés il y a 120 Ma, ceux restés dans les blocs au Nord sont supplantés par les euthériens. Au cours de l'Éocène (d'il y a 56 à 34 Ma), l'Antarctique se sépare de l'Australie, continent dans lequel les euthériens ne se sont pas encore déployés, d'où le développement sans compétition des Marsupiaux en Australie.

## Menaces et conservation
Le processus très lent de reproduction et de développement rend toute espèce marsupiale extrêmement vulnérable face au développement des mammifères placentaires. C'est la cause d’une bonne partie des extinctions massives qui furent consécutives à l’arrivée des Occidentaux avec leurs animaux d’élevage (mouton), de compagnie (chat, chien) et autres commensaux (rat), etc.
L’Australie (Tasmanie comprise) est connue pour être la région où l’Homme a été à l’origine du plus grand nombre d’extinctions animales et végétales, principalement par l’introduction de mammifères placentaires dans ce monde de Marsupiaux (lapin de garenne, mouton, chat, chien, rat, etc.) mais aussi en tuant sans discernement de nombreux marsupiaux tel que le thylacine.

## Classification
Dans un certain nombre de classifications des animaux actuels, marsupiaux et méthathériens sont quasi-synonymes. La position du taxon est aussi variable selon les auteurs. Par exemple Marsupialia est une cohorte, un ordre ou un autre taxon.

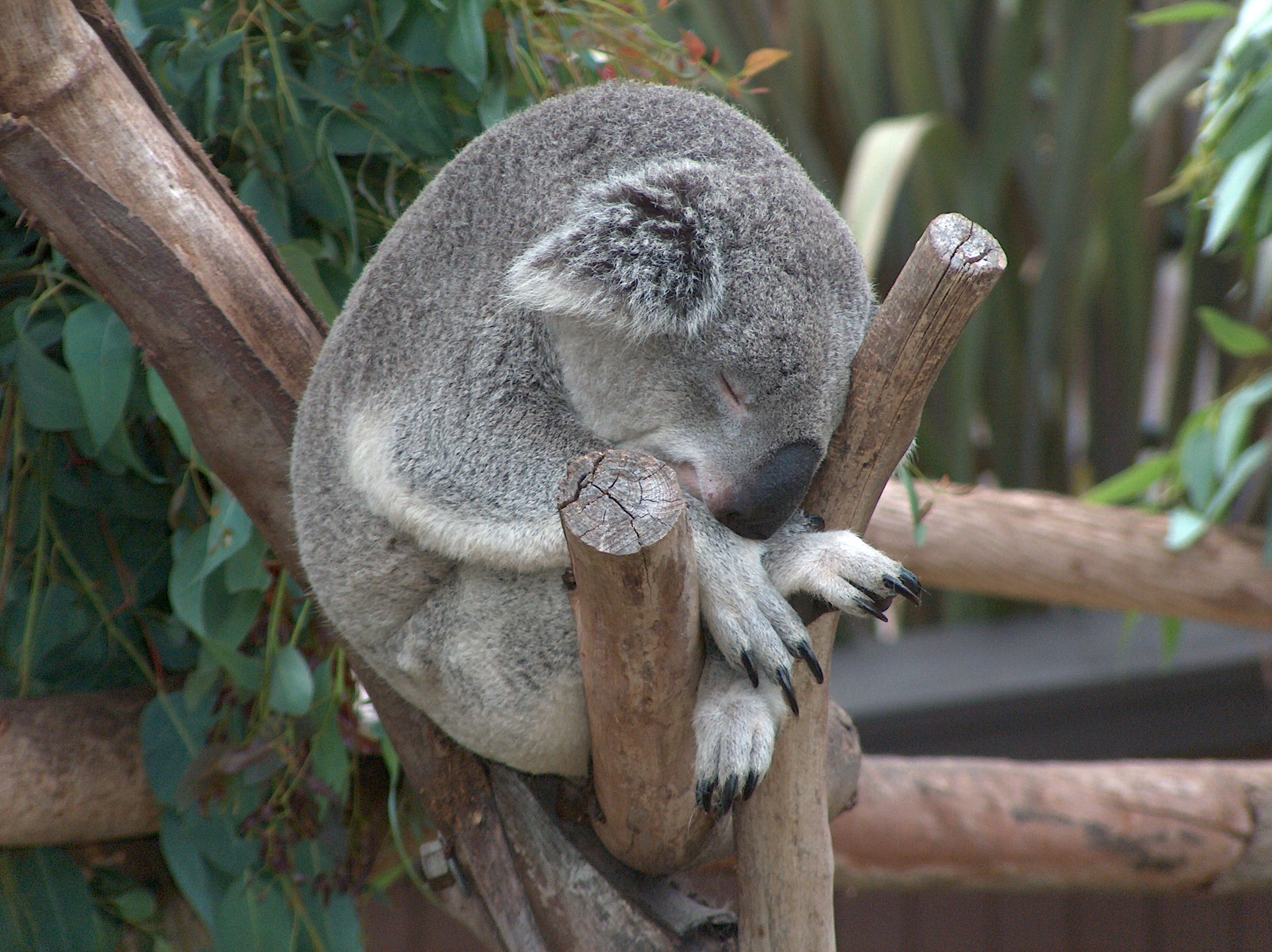
Le koala est un marsupial très connu.

Les marsupiaux sont généralement rangés en 7 ordres vivants et 1 éteint :
- Superordre Ameridelphia
  - Ordre Didelphimorphia Gill, 1872 (93 espèces — opossums ou sarigues)
  - Ordre Paucituberculata Ameghino, 1894 (6 espèces — opossums-musaraignes)
- Superordre Australidelphia
  - Ordre Yalkaparidontia (éteint)
  - Ordre Microbiotheria Ameghino, 1889 (1 espèce — Monito)
  - Ordre Dasyuromorphia Gill, 1872 (71 espèces — marsupiaux carnivores et souris marsupiales)
  - Ordre Peramelemorphia Ameghino, 1889 (24 espèces — bandicoots)
  - Ordre Notoryctemorphia Kirsch in Hunsaker, 1977 (2 espèces — taupe marsupiale)
  - Ordre Diprotodontia Owen, 1866 (137 espèces — dont les wombats, koalas et kangourous)

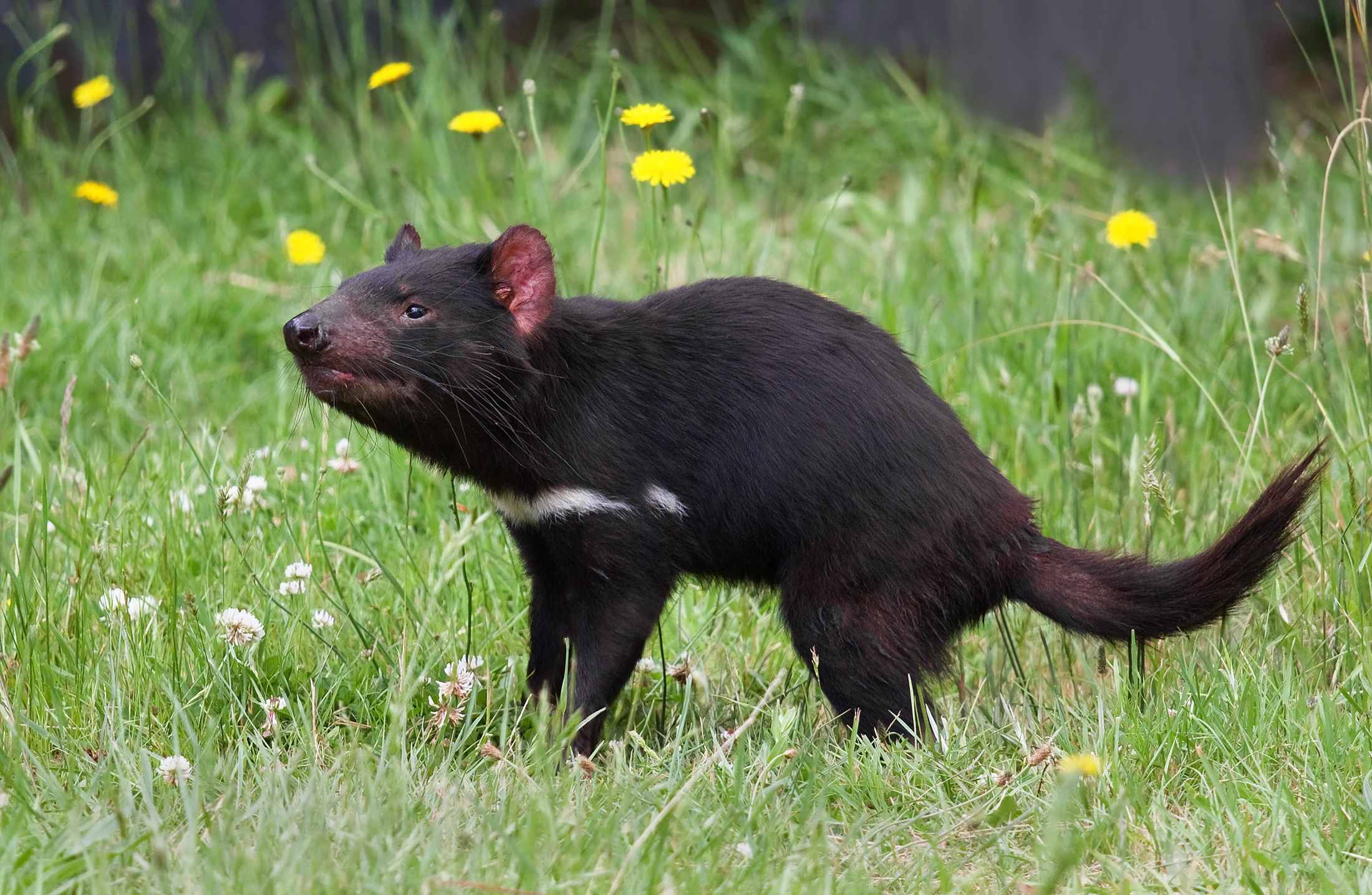
Diable de Tasmanie (Sarcophilus harrisii, Dasyuromorphia)
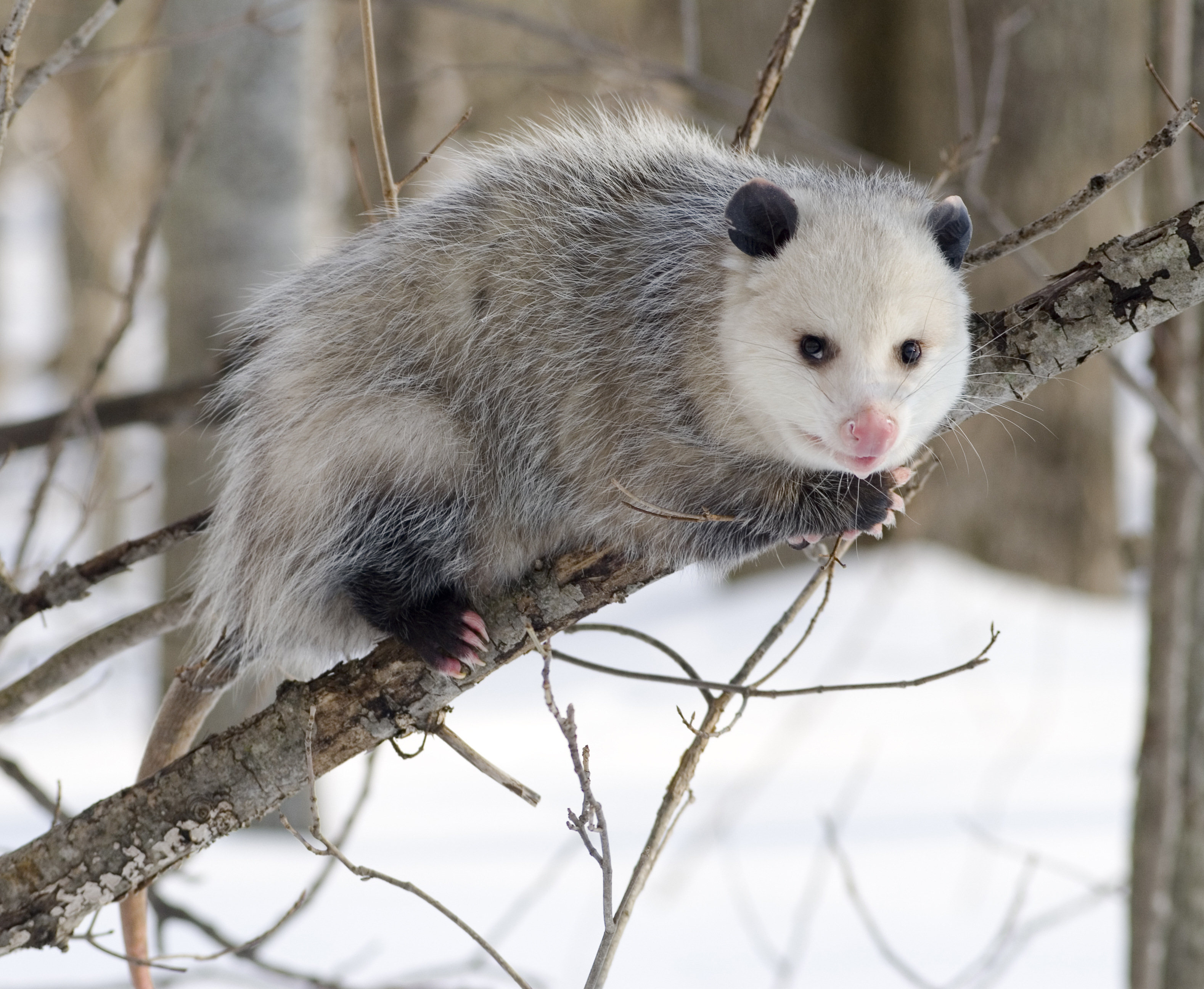
Opossum (Didelphis virginiana, Didelphimorphia)
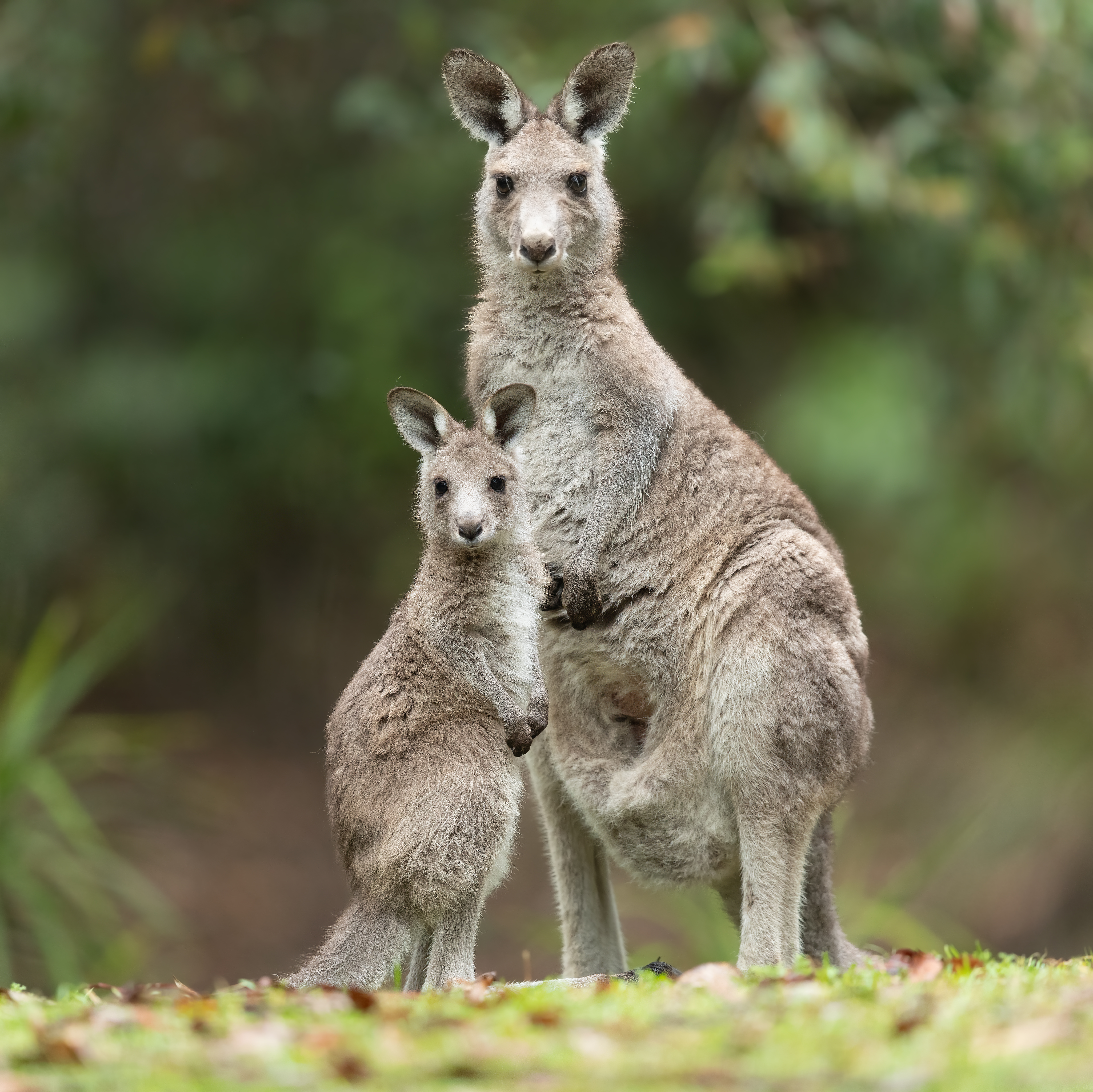
Kangourous (Macropus giganteus, Diprotodontia)
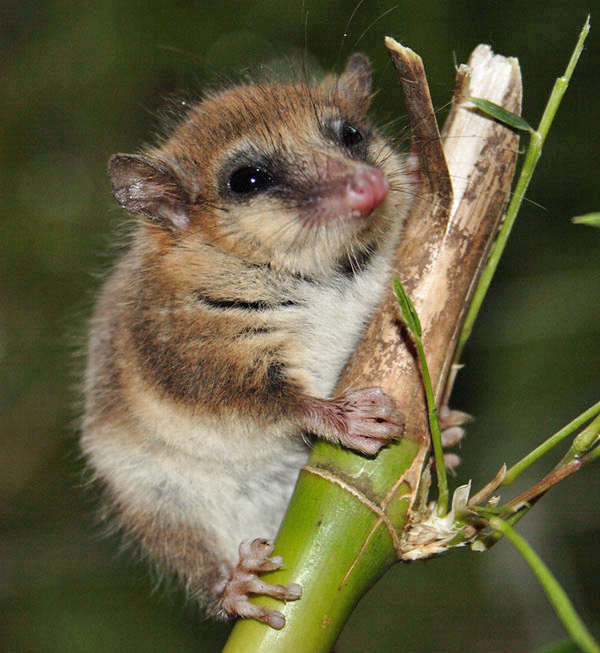
Monito del monte (Dromiciops gliroides, Microbiotheria)
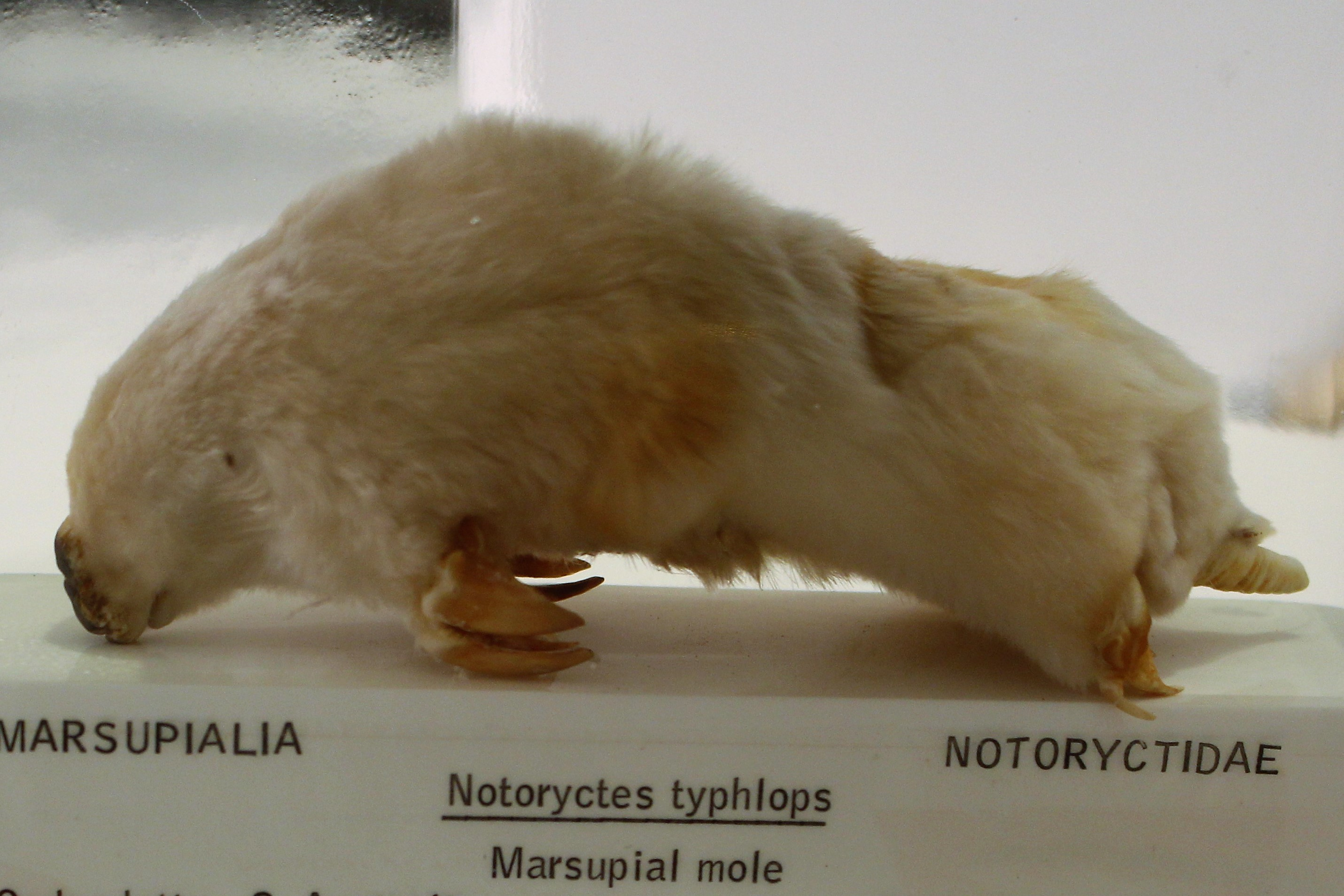
Taupe marsupiale (Notoryctes typhlops, Notoryctemorphia)
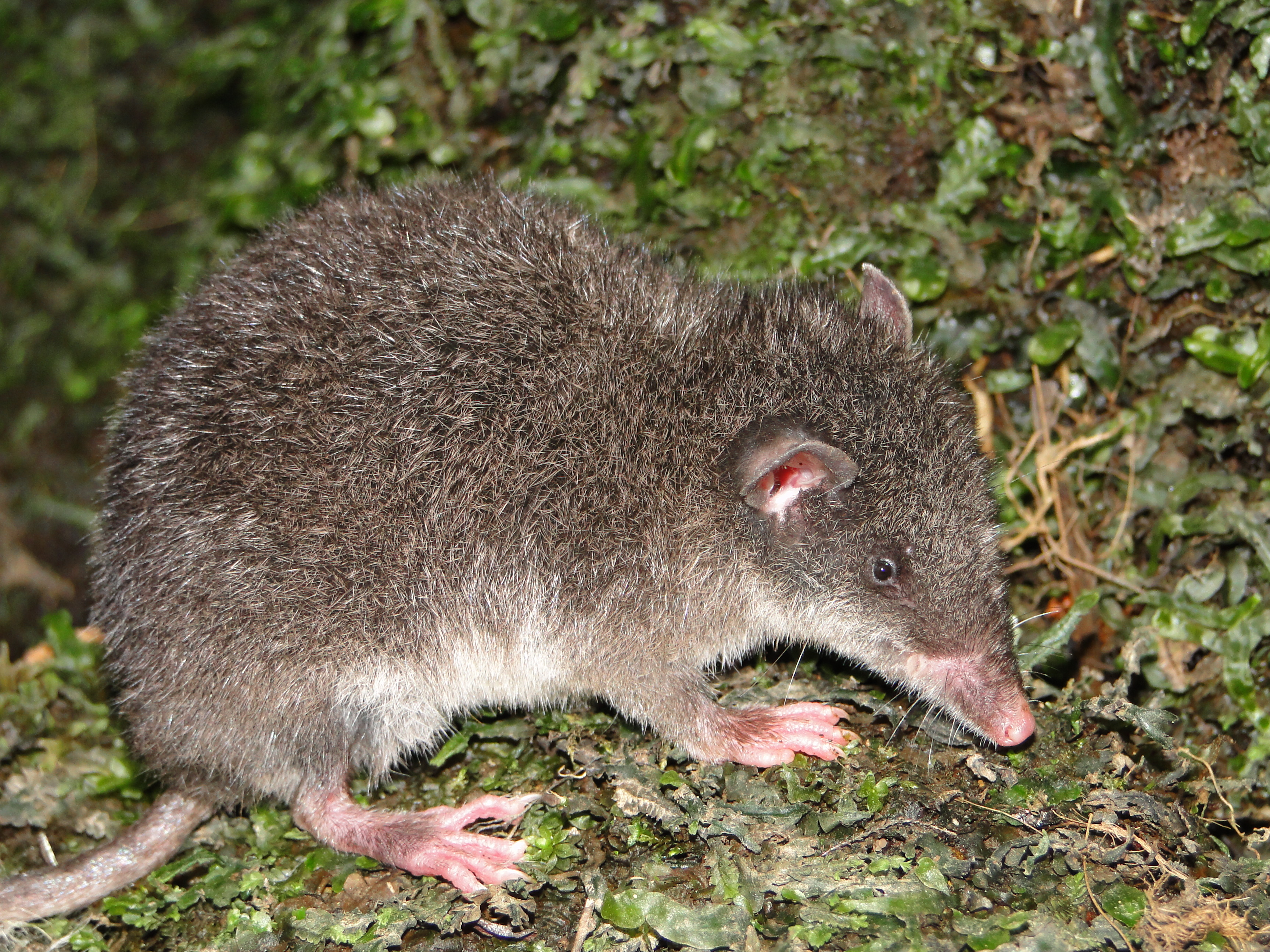
Opossum-musaraigne (Caenolestes sangay, Paucituberculata)
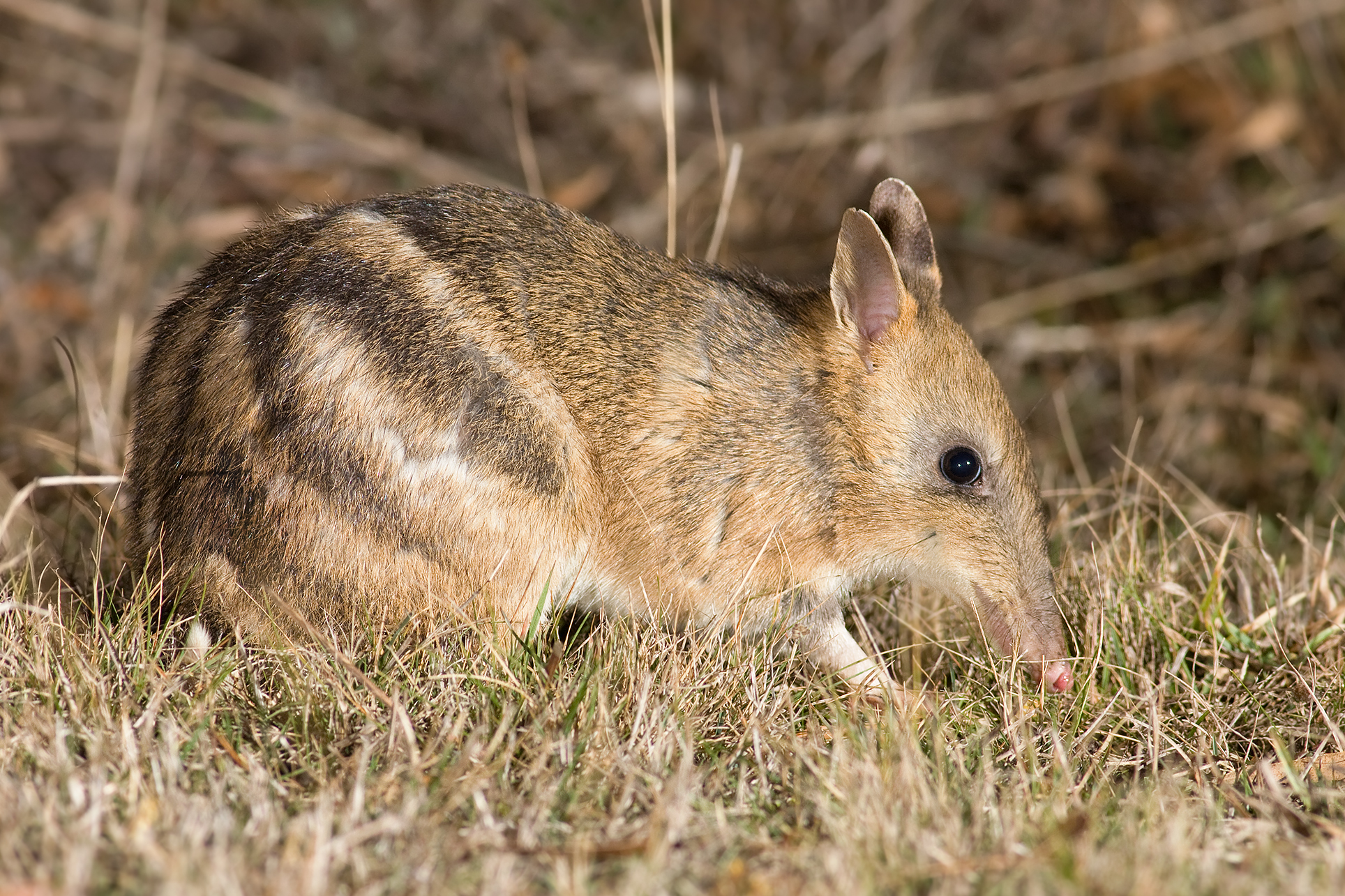
Bandicoot (Perameles gunni, Peramelemorphia)

## Phylogénie
Phylogénie des ordres actuels de marsupiaux d'après Nilsson et al. (2010) et Gallus et al. (2015):
|  | Diprotodontia                                                                                         |
|  | |
|  | \| \| Dasyuromorphia \| \| \| \| \| \| Notoryctemorphia \| \| \| \| \| \| Peramelemorphia \| \| \| \| |
|  | |
|  | Dasyuromorphia                                                                                        |
|  | |
|  | Notoryctemorphia                                                                                      |
|  | |
|  | Peramelemorphia                                                                                       |
|  | |

|  | Dasyuromorphia   |
|  |                  |
|  | Notoryctemorphia |
|  |                  |
|  | Peramelemorphia  |
|  |                  |

|  | Diprotodontia                                                                                         |
|  | |
|  | \| \| Dasyuromorphia \| \| \| \| \| \| Notoryctemorphia \| \| \| \| \| \| Peramelemorphia \| \| \| \| |
|  | |
|  | Dasyuromorphia                                                                                        |
|  | |
|  | Notoryctemorphia                                                                                      |
|  | |
|  | Peramelemorphia                                                                                       |
|  | |

|  | Dasyuromorphia   |
|  |                  |
|  | Notoryctemorphia |
|  |                  |
|  | Peramelemorphia  |
|  |                  |

|  | Diprotodontia                                                                                         |
|  | |
|  | \| \| Dasyuromorphia \| \| \| \| \| \| Notoryctemorphia \| \| \| \| \| \| Peramelemorphia \| \| \| \| |
|  | |
|  | Dasyuromorphia                                                                                        |
|  | |
|  | Notoryctemorphia                                                                                      |
|  | |
|  | Peramelemorphia                                                                                       |
|  | |

|  | Dasyuromorphia   |
|  |                  |
|  | Notoryctemorphia |
|  |                  |
|  | Peramelemorphia  |
|  |                  |

|  | Diprotodontia                                                                                         |
|  | |
|  | \| \| Dasyuromorphia \| \| \| \| \| \| Notoryctemorphia \| \| \| \| \| \| Peramelemorphia \| \| \| \| |
|  | |
|  | Dasyuromorphia                                                                                        |
|  | |
|  | Notoryctemorphia                                                                                      |
|  | |
|  | Peramelemorphia                                                                                       |
|  | |

|  | Dasyuromorphia   |
|  |                  |
|  | Notoryctemorphia |
|  |                  |
|  | Peramelemorphia  |
|  |                  |

|  | Diprotodontia                                                                                         |
|  | |
|  | \| \| Dasyuromorphia \| \| \| \| \| \| Notoryctemorphia \| \| \| \| \| \| Peramelemorphia \| \| \| \| |
|  | |
|  | Dasyuromorphia                                                                                        |
|  | |
|  | Notoryctemorphia                                                                                      |
|  | |
|  | Peramelemorphia                                                                                       |
|  | |

|  | Dasyuromorphia   |
|  |                  |
|  | Notoryctemorphia |
|  |                  |
|  | Peramelemorphia  |
|  |                  |

|  | Diprotodontia                                                                                         |
|  | |
|  | \| \| Dasyuromorphia \| \| \| \| \| \| Notoryctemorphia \| \| \| \| \| \| Peramelemorphia \| \| \| \| |
|  | |
|  | Dasyuromorphia                                                                                        |
|  | |
|  | Notoryctemorphia                                                                                      |
|  | |
|  | Peramelemorphia                                                                                       |
|  | |

|  | Dasyuromorphia   |
|  |                  |
|  | Notoryctemorphia |
|  |                  |
|  | Peramelemorphia  |
|  |                  |

|  | Diprotodontia                                                                                         |
|  | |
|  | \| \| Dasyuromorphia \| \| \| \| \| \| Notoryctemorphia \| \| \| \| \| \| Peramelemorphia \| \| \| \| |
|  | |
|  | Dasyuromorphia                                                                                        |
|  | |
|  | Notoryctemorphia                                                                                      |
|  | |
|  | Peramelemorphia                                                                                       |
|  | |

|  | Dasyuromorphia   |
|  |                  |
|  | Notoryctemorphia |
|  |                  |
|  | Peramelemorphia  |
|  |                  |

|  | Diprotodontia                                                                                         |
|  | |
|  | \| \| Dasyuromorphia \| \| \| \| \| \| Notoryctemorphia \| \| \| \| \| \| Peramelemorphia \| \| \| \| |
|  | |
|  | Dasyuromorphia                                                                                        |
|  | |
|  | Notoryctemorphia                                                                                      |
|  | |
|  | Peramelemorphia                                                                                       |
|  | |

|  | Dasyuromorphia   |
|  |                  |
|  | Notoryctemorphia |
|  |                  |
|  | Peramelemorphia  |
|  |                  |